# Luther Dixon
Luther Dixon (7. srpna 1931 – 22. října 2009) byl americký zpěvák a hudební producent. Narodil se v Jacksonvillu na Floridě, avšak již od dětství žil s rodinou v Brooklynu. Svou kariéru zahájil v roce 1954 v doo-wopové skupině The Four Buddies, kterou vedl Larry Harrison. Kapela se rozpadla již následujícího roku, avšak Dixon nadále psal spolu s Harrisonem písně. Jeho písně, ať už napsané s Harrisonem, tak i s jinými osobami, hrála řada hudebníků, mezi něž patří například Jimmy Reed a Elvis Presley či skupiny The Shirelles a The Beatles. Jeho manželkou byla zpěvačka Inez Foxx.